# Túnel de Punta Gruesa
El túnel de Punta Gruesa fue un túnel ferroviario de 121 metros de extensión que atravesaba los roqueríos de Punta Gruesa entre las ciudades de Valparaíso y Viña del Mar. Inaugurado en 1855 fue parte de los primeros trabajos de la línea del ferrocarril de Valparaíso a Santiago. Fue destruido luego de las ampliaciones del paso por el sector del túnel para la construcción del Camino Plano en 1906.